# Fiete Sykora
Fiete Sykora (* 16. September 1982 in Wismar) ist ein ehemaliger deutscher Fußballspieler.

## Karriere
Fiete Sykora fing in seiner Heimatstadt bei der TSG Wismar mit dem Fußballspielen an. Bei diesem Verein hatte bereits sein Vater Klaus-Dieter Sykora in der DDR-Liga gespielt. 2000 wechselte er in die A-Jugendmannschaft von Hansa Rostock. Ab der Saison 2001/02 gehörte er dort zum Kader der zweiten Mannschaft. Mit Hansa Rostock II spielte er vier Jahre lang in der NOFV-Oberliga Nord und wurde in der Saison 2004/05 Meister der NOFV-Oberliga Nord. Zur Saison 2005/06 wechselte er zum damaligen Regionalligisten FC Carl Zeiss Jena. Mit Jena gelang ihm 2006 der Aufstieg in die 2. Bundesliga, an dem er mit neun Toren in 27 Einsätzen beteiligt war. In der Saison 2007/08 spielte er für den Zweitligisten FC Erzgebirge Aue, bei dem er einen Zweijahresvertrag unterschrieben hatte. Durch den Abstieg des FC Erzgebirge Aue in die neu gegründete dritte Liga ablösefrei geworden, unterschrieb Sykora einen Einjahresvertrag plus Option beim VfL Osnabrück, wohin bereits seine Mannschaftskollegen Tom Geißler und René Trehkopf gewechselt waren. Dort stand er zwar 28-mal auf dem Platz, aber spielte nur neunmal über 90 Minuten und schoss vier Tore. 
Zur Saison 2009/10 wechselt Sykora zum Drittliga-Aufsteiger Holstein Kiel, wo er zunächst einen Zweijahresvertrag bis 2011 unterschrieben hatte. Später erhielt er einen Vertrag bis zum Jahr 2015.
Am 17. Mai 2015 gab der ETSV Weiche Flensburg (seit Juli 2017 SC Weiche Flensburg 08) bekannt, dass Sykora, nach über 150 Spielen für Holstein Kiel, für ein Jahr mit einer Option auf eine weitere Saison zum Regionalligisten wechseln werde. Er beendete im Sommer 2018 in Flensburg seine aktive Karriere.
Fiete Sykora ist der Neffe des ehemaligen DDR-Oberliga-Spielers und DDR-Jugendnationalspielers Peter Sykora.